# Bob de Vries
Bob de Vries (Haule, 16 de diciembre de 1984) es un deportista neerlandés que compitió en patinaje de velocidad sobre hielo.
Ganó dos medallas en el Campeonato Mundial de Patinaje de Velocidad sobre Hielo en Distancia Individual de 2011, plata en los 10 000 m y bronce en persecución por equipos.

## Palmarés internacional
| Campeonato Mundial en Distancia Individual | Campeonato Mundial en Distancia Individual | Campeonato Mundial en Distancia Individual | Campeonato Mundial en Distancia Individual |
| Año                                        | Lugar                                      | Medalla                                    | Prueba                                     |
| ------------------------------------------ | ------------------------------------------ | ------------------------------------------ | ------------------------------------------ |
| 2011                                       | Inzell (Alemania)                          | Medalla de plata                           | 10 000 m                                   |
| 2011                                       | Inzell (Alemania)                          | Medalla de bronce                          | Persecución por equipos                    |